# Yaxun Bʼalam III
Yaxun Bʼalam III là một nhà vua Maya tối cao của thành phố Yaxchilan vào năm 631 cho đến năm 681.

## Gia tộc
Cha của Yaxun Bʼalam là Kʼinich Tatbu Skull III. Tên của mẹ ông không rõ.
Yaxun đã kết hôn phu nhân Pacal (chị gái của phu nhân Xoc), và con trai ông, Itzamnaaj Bʼalam II, đã kế nhiệm ông làm vua.